# Overdose
Overdose is een platenlabel uit Frankfurt. Tussen 2000 en 2002 werden de platen van Overdose vaak gedraaid door hardstyle dj's in Nederland. Met name het sublabel Pulse was populair met releases van onder andere Russenmafia, Klinisch Tot en een van de meest populaire hardtrance-platen ooit: DJ X2000 - Modem. 
Na het stoppen van Pulse in 2004 en een aantal tegenvallende platen gedurende dat jaar besluit men medio 2005 om een groot deel van de artiesten te schrappen. Eind 2005 is het onzeker of het label zal blijven bestaan.